# Epiphyllum phyllanthus subsp. rubrocoronatum
Epiphyllum phyllanthus subsp. rubrocoronatum ist eine Unterart der Pflanzenart Epiphyllum phyllanthus in der Gattung Epiphyllum aus der Familie der Kakteengewächse (Cactaceae). Das Epitheton rubrocoronatum leitet sich von den lateinischen Worten ruber für ‚rot‘ und coronatus für ‚gekrönt‘ ab.

## Beschreibung
Epiphyllum phyllanthus subsp. rubrocoronatum wächst buschig epiphytisch oder lithophytisch mit übergebogenen bis hängenden 2 bis 3 Meter langen Trieben. Die Hauptriebe sind an der Basis (fast) drehrund und darüber für 50 Zentimeter stark dreikantig. Der daran anschließende Teil ist abgeflacht, bis 1,5 Meter lang und 6 bis 9 Zentimeter breit. Die Areolen stehen 3 bis 6 Zentimeter voneinander entfernt.
Die stieltellerförmigen, duftenden weiß bis cremefarbenen Blüten sind 24 bis 29 Zentimeter lang und erreichen Durchmesser von 9 bis 11 Zentimeter. Die Staubfäden sind gelb oder purpurfarben. Die länglichen roten, glänzenden Früchte sind kantig und werden 4,5 bis 7,5 Zentimeter lang.

## Verbreitung und Systematik
Epiphyllum phyllanthus subsp. rubrocoronatum ist in Panama, Kolumbien und Ecuador in Höhenlagen bis 1350 Metern verbreitet. 
Die Erstbeschreibung als Epiphyllum phyllanthus var. rubrocoronatum wurde 1964 von Myron William Kimnach veröffentlicht. Ralf Bauer erhob die Varietät 2003 in den Rang einer Unterart. Ein weiteres nomenklatorisches Synonym ist Epiphyllum rubrocoronatum (Kimnach) Dodson & A.H.Gentry (1977).

## Nachweise